# Apocalipsa 3
Apocalipsa 3 este al treilea capitol al Cărții Apocalipsa sau Apocalipsa lui Ioan din Noul Testament al Bibliei creștine. Cartea este în mod tradițional atribuită Apostolului Ioan, dar identitatea precisă a autorului rămâne un punct de dezbatere academică. Acest capitol conține mesaje către bisericile din Sardes și Philadelphia și Laodiceea, trei dintre cele șapte biserici din Asia situate în Turcia actuală, o continuare a mesajelor trimise celorlalte patru biserici în capitolul 2.

## Text
Textul original a fost scris în greaca comună. Acest capitol este împărțit în 22 de versete.

### Martori textuali
Unele manuscrise timpurii care conțin textul acestui capitol sunt (printre altele):
- Papirusul 115 (c. 275; versetele existente 10–12)
- Codex Sinaiticus (330-360)
- Uncial 0169⁠(d) (secolul al IV-lea; versetele existente 19–22)
- Codex Alexandrinus (400-440)
- Codex Ephraemi Rescriptus (c. 450; versetele existente 1–19)

Harta Anatoliei de Vest (fosta provincie romană Asia) care arată insula Patmos și locul celor șapte biserici menționate în Cartea Apocalipsei.

## Mesajul către Sardes (3:1–6)

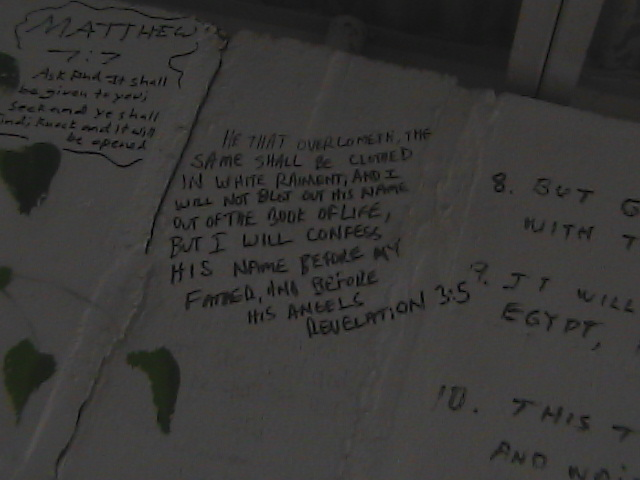
Graffiti cu Apoc 3:5 pe plaja Waimanalo

### Versetul 18

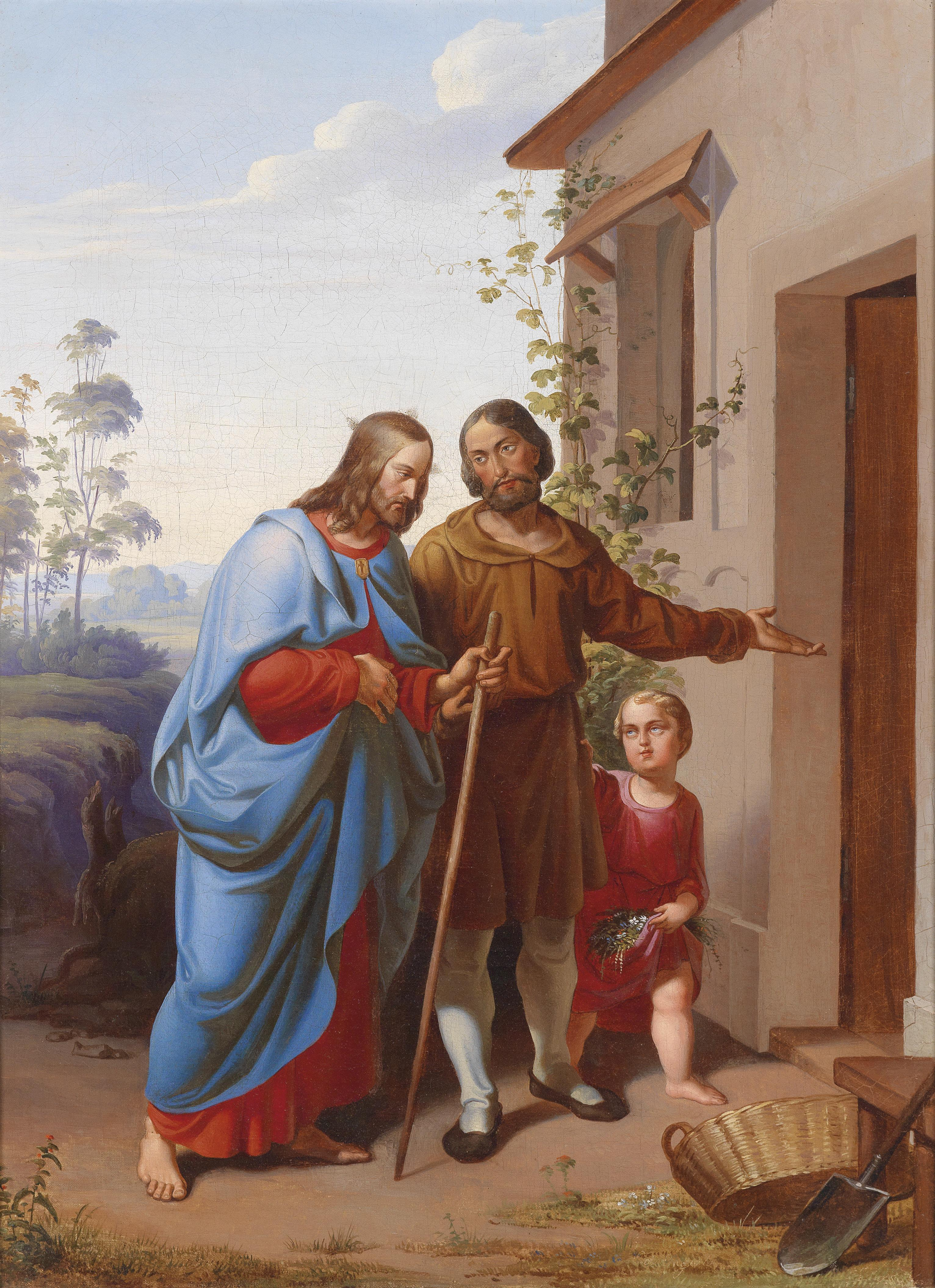
Hristos intră într-o casă (cca. 1865), pictură atribuită lui

## Utilizări

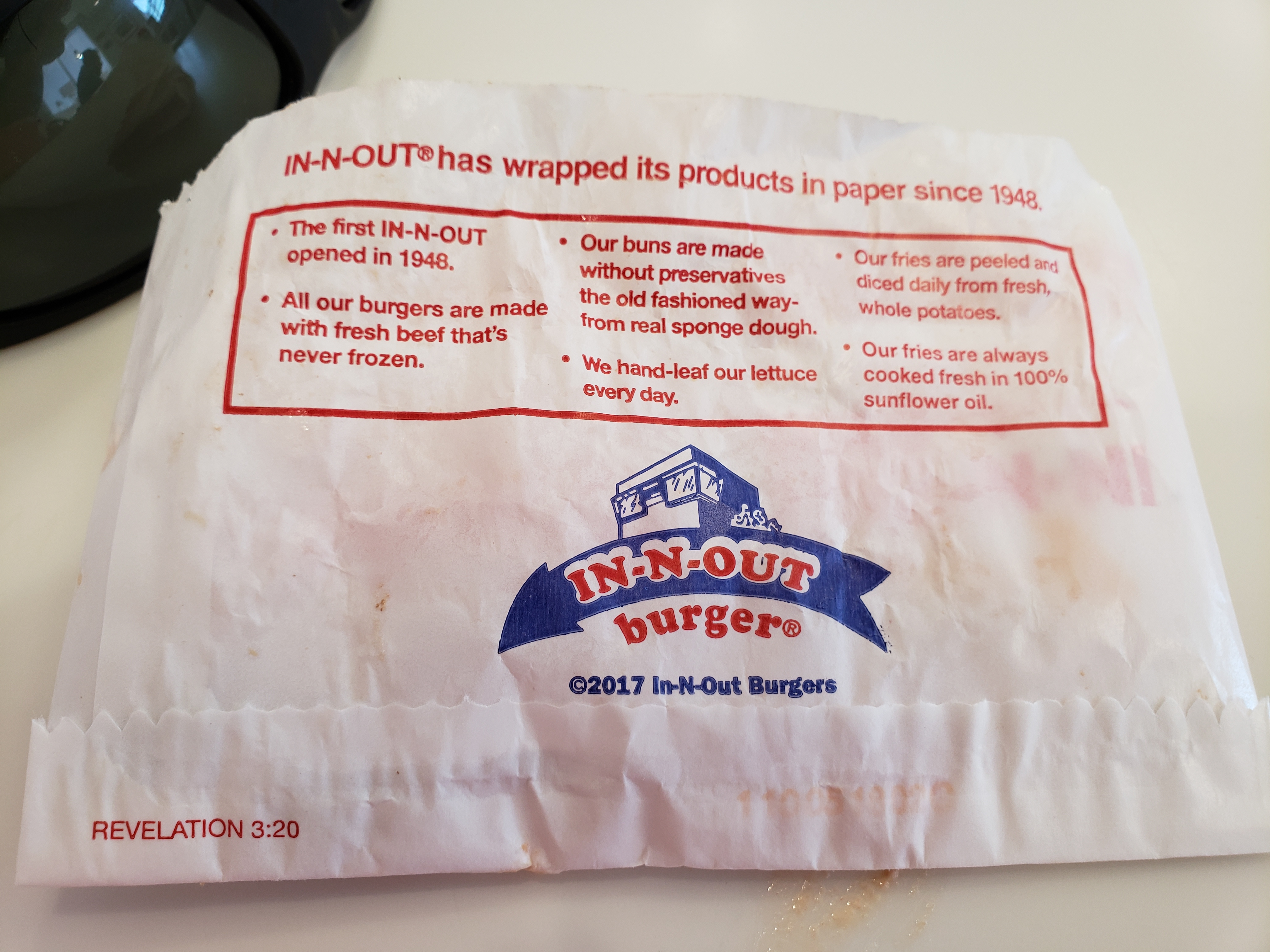
Ambalajul unui hamburger de la In-N-Out Burger cu un verset biblic din Cartea Apocalipsei.